# بول كلينغ
بول كلينغ (بالإنجليزية: Paul Kling)‏ هو معلم موسيقى أمريكي، ولد في 28 مارس 1929، وتوفي في 22 ديسمبر 2011.